# 116P/Вильда
Комета Вильда 4 (116P/Wild) — короткопериодическая комета типа Энке, которая была обнаружена 21 января 1990 года швейцарским астрономом Паулем Вильдом в обсерватории Циммервальда. Она была описана как диффузный объект 13,5 m звёздной величины с хорошо выраженным ядром и веерообразным хвостом, протянувшимся на 1 ' угловую минуту на северо-запад. Комета обладает довольно коротким периодом обращения вокруг Солнца — чуть более 6,5 лет.

Орбита кометы Вильда 4 и её положение в Солнечной системе

## История наблюдений
К 31 января британский астроном Брайан Марсден, используя 15 позиций, полученных в период с 21 по 26 января 1990 года, вычислил первую эллиптическую орбиту, согласно которой комета должна была пройти перигелий 4 июля на расстоянии 1,950 а. е. и иметь орбитальный период 6,25 года. Из-за большой удалённости от Солнца максимальная магнитуда кометы достигла значения 12,0 m и держалась на таком уровне примерно до конца апреля. 
В первый раз после открытия комета была восстановлена 9 ноября 1994 года американским астрономом Джеймсом Скотти, почти за два года до возвращения в перигелий. На тот момент комета ещё не проявляла никаких признаков активности и имела вид звёздоподобного объекта 20,4 m звёздной величины. Текущие позиции кометы указывали, что прогноз требовал корректировки всего на -0,3 суток. По мере приближения к перигелию комета постепенно светлела и к лету 1996 года достигла магнитуды 20,4 m, после чего начала постепенно угасать.
В следующий раз комета прошла перигелий 21 января 2003 года, к 1 мая подойдя к Земле на расстояние 1,29 а. е. Максимальной яркости в 11,5 m звёздных величин комета достигла в период с апреля по начало июня, при этом размер комы увеличился до 1,5 ' угловых минут в поперечнике.

## Сближение с планетами
В XX веке комета трижды сближалась с Юпитером и ещё три таких же сближения ожидается в XXI веке.
- 0,55 а. е. от Юпитера 20 июля 1950 года;
- 0,15 а. е. от Юпитера 2 июля 1987 года;
- 0,96 а. е. от Юпитера 11 декабря 1998 года;
- 0,76 а. е. от Юпитера 18 января 2059 года;
- 0,24 а. е. от Юпитера 23 сентября 2070 года;
- 0,61 а. е. от Юпитера 12 декабря 2082 года.